# Павел Кавчич
Павел Кавчич (21. децембар 1957. Љубљана) је словеначки хокејашки тренер. Кавчич је као тренер радио у Партизану, Јесеницама, Олимпији, Славији, Алфи и Марибору. Радио је као тренер репрезентације Словеније, Хрватске и Србије.

## Каријера
Тренерску каријеру је почео у Италији, где је водио хокејашки клуб Ауронцо у периоду од 1983. до 1985. године. Прве значајније резултате забележио је са Партизаном. У сезони 1985/86. постао је првак Југославије. Након регуларног дела Партизан је заузео прво место са два бода више од Јесеница па су ова два клуба одиграла финале у три добијена меча. Први меч у Београду је добио Партизан са 4:2, а затим су тријумфовали и у Јесеницама резултатом 6:3. У трећем мечу у Београду су тријумфовали Јесеничани са 3:2 и тако смањили резултат на 2-1 у победама. Ипак у четвром мечу у Дворани Подмежакла након велике борбе у којем је победник одлучен након пенала, славили су црно-бели и освојили седму титулу првака државе. Титула је освојена пре свега захваљујући играчима из иностранства. Највећи број играча био је из Словеније, голман Доминик Ломовшек, играчи Игнац Кавец, Блаж Ломовшек, Душан Лепша, Томаж Лепша, Андреј Видмар и Матјаж Огрин. Следеће сезони у финалу су се стале исте екипе, али су овај пут тријумфовале Јесенице. Следеће сезоне били су други.
Након две успешне године враћа се у Италију. У Италији је водио Милано (1987-1991), Девилсе (1991-1993) и Асиађо (1993-1994). Накод седам година у Италији добио је прилику да води Љубљанску Олимпију. Са Олимпијом је три године за редом освајао титулу првака Словније, у сезонама 1994/95, 1995/96, 1996/97. У сезони 1998/99 водио је Јесенице које су те године искључене из такмичења, јер су због штрајка играча одбили да играју две утакмице.
Кавчич је 1997. преузео положај тренера Словеначке репрезентације. Словенија је на Светском првенству групе Ц, заузела друго место и по први пут се пласирала у Групу Б. Следеће године на првенству које се одржавало у Словенији, репрезентација је заузела треће место и тако заджала место у групи Б. На првенству света 1999. године Словенија је освојила 5 место.
Након репрезентације водио је по једну сезону Славију, Јесенице и Преорију Сент Луис. Репрезентацију Хрватске је предводо у периоду од 2001. до 2003. године. Од 2002. до 2005. је био тренер Медвешчака. Са клубом је три пута био првак Хрватске. Затим је четири године предводио словеначку Алфу, а у сезони 2009/10. тренирао је Марибор. Истовремено је и други пут водио репрезентацију Хрватске од 2007. до 2010. године.
Године 2010. после 25 година вратио се у Партизан, у клуб у којем је постигао прве успехе у каријери. Са Партизаном је два пута тријумфовао у регионалној Слохокеј лиги и два пута је првак Србије. Од 2010. године ради као тренер Србије. Србија је под његовим вођством Светском првенству 2011. — Дивизија II у Аустралији заузела треће место. Следеће сезоне репрезентација је на Светском првенству у Дивизији II, група Б на Исланду заузела пето место.

## Трофеји
- Партизан:
  - Првенство Југославије (1) : 1985/86.
  - Куп Југославије (1) : 1985/86.
  -  Првенство Србије (2) : 2010/11, 2011/12.
  -  Слохокеј лига (2) : 2010/11, 2011/12.
- Олимпија:
  - Првенство Словеније (3) : 1994/95, 1995/96, 1996/97.
  - Куп Словеније (1) : 1995/96.
- Медвешчак:
  - Првенство Хрватске (3) : 2002/03, 2003/04, 2004/05.